# アッシン・シェリフィー
アッシン・シェリフィー（Hacine Cherifi 、1967年12月12日 - ）は、フランスのプロボクサー。リヨン出身。元WBC世界ミドル級王者。 

## 来歴
1989年12月16日、シェリフィーはプロデビューを果たし6回判定負けを喫し白星でデビューを飾れなかった。この試合から3年近くブランクを作る。
1992年10月3日、シェリフィーは約3年ぶりに復帰戦。ムスタファ・ハチェミと対戦し2回TKO勝ちを収め約3年越しで初白星を挙げた。
1994年1月20日、フランスミドル級王者ギーノ・レロンと対戦し8回TKO負けを喫し王座獲得に失敗した。
1995年4月1日、フランスミドル級王者ティエリー・トレビロットと6回TKO勝ちを収め王座獲得に成功した。
1996年4月5日、イーランド・ベターレと対戦し2回TKO勝ちを収め初防衛に成功した。
1996年10月19日、EBUヨーロッパミドル級王者アレクサンダー・ザティセフと対戦し12回判定勝ちを収め王座獲得に成功した。
1997年1月25日、ブランコ・ソボットと対戦し12回判定勝ちを収め12回判定勝ちを収めEBU王座の初防衛に成功した。
1997年4月26日、ネヴィル・ブラウンと対戦し6回2分44秒TKO勝ちを収めEBU王座の2度目の防衛に成功した。
1997年9月11日、WBC世界スーパーミドル級王者ロビン・リードと対戦し12回1-2(111-117、113-116、115-113)の判定負けを喫し王座獲得に失敗した。
1998年5月2日、ミドル級に戻して世界再挑戦。WBC世界ミドル級王者キース・ホームズと対戦し9回にダウンを奪われたが、12回3-0(2者が115-112、115-113)の判定勝ちを収め王座獲得に成功した。
1999年4月24日、前王者キース・ホームズの故郷ワシントンD.C.のMCI・センターで対戦したがホームズの王座返り咲きを許す7回2分13秒TKO負けを喫し初防衛に失敗し王座から陥落した。
2000年9月16日、MGMグランド・ガーデン・アリーナでWBA世界ミドル級王者ウィリアム・ジョッピーと対戦し8回と9回にダウンを奪われ12回0-3(106-119、2者が107-118)の判定負けを喫しWBCに続く王座獲得に失敗した。
2001年7月21日、バヤモンのコリセオ・ルーベン・ロドリゲスで元WBO世界スーパーウェルター級王者ハリー・サイモンとWBO世界ミドル級王座決定戦を行い12回0-3(108-119、2者が111-117)の判定負けを喫しWBCに続く王座獲得に失敗した。この試合でナミビアのボクサーで初めての2階級制覇を達成したサイモンだったが正規王座で同年6月4日に一旦返上を宣言したアルマンド・クラインクが返上を取り消しを申請し認められた為、サイモンは暫定王座に格下げされた。
2002年5月11日、ロベルト・クレメンテ・コロシアムでバーナード・ホプキンスとのミドル級トーナメント決勝で敗れた元世界3階級制覇王者フェリックス・トリニダードの再起戦の相手として登場したが、4回2分32秒TKO負けを喫した。試合後トリニダードはホプキンスとの再戦を拒否されてしまった為2か月後の同年7月21日に1度目の引退を表明した。
2002年10月15日、フランスミドル級王者クリストフ・テンディリと対戦し10回判定勝ちを収め6年ぶりの王座返り咲きに成功した。
2003年5月20日、故郷リヨンでディディエル・ヌクク・ムペコと対戦し10回判定勝ちを収め初防衛に成功した。
2003年7月25日、EBUヨーロッパミドル級王者ハワード・イーストマンと対戦し8回終了時シェリフィーの棄権によるTKO負けを喫し6年ぶりの王座返り咲きに失敗した。
2003年11月22日、ベルファストのキングス・ホールで後のWBA世界スーパーミドル級王者でIBO世界スーパーミドル級王者ブライアン・マギーと対戦し8回TKO負けを喫し王座獲得に失敗した。
2004年12月4日、ベルリンのエストレル・コンベンション・センターで後の世界2階級制覇王者フェリックス・シュトルムと対戦し3回2分6秒KO負けを喫した。
2005年6月17日、ルーディ・マルクーセンと対戦し初回1分44秒TKO負けを喫した試合を最後に、現役を引退した。

## 獲得タイトル
- フランスミドル級王座
- EBUヨーロッパミドル級王座
- WBC世界ミドル級王座（防衛0）